# Félix Mourinho
José Manuel Félix Mourinho (Ferragudo, 17 juni 1938 – Setǘbal, 25 juni 2017) was een Portugees profvoetballer, die nadien ook actief was als voetbalcoach.
Mourinho was doelman voor onder andere de Portugese teams CF Belenenses en Vitória Setúbal, waar hij beschouwd wordt als een cultfiguur. Hij speelde eenmaal voor Portugal en was later manager van verschillende Portugese clubs waaronder eersteklasser Rio Ave FC
Félix Mourinho was de vader van de bekende voetbalcoach José Mourinho.